# Olunike Adeliyi
Olunike Adeliyi est une actrice canadienne, née le 5 janvier 1977 à Toronto. Elle est apparue dans le film d'horreur Saw 3D : Chapitre final en 2010 et est venue plusieurs fois en tant que vedette invitée dans la série Flashpoint.

## Biographie
Olunike est née à Toronto, en Ontario, mais a déménagé à Brooklyn (New York) pour poursuivre sa carrière. Elle est diplômée de l'American Academy of Dramatic Arts, se produisant dans le théâtre local, avant de retourner à Toronto en 2008.
Elle vit avec sa fille Alesha qui apparaît actuellement dans la série pour enfants TasteBuds.

## Filmographie

### Cinéma
- 2002 : John Q, de Nick Cassavetes : Insurance Rep (non crédité)
- 2002 : Undercover Brother : Un agent très secret, de Malcolm D. Lee : Patronne de la banque (non crédité)
- 2004 : Une journée à New York, de Dennie Gordon
- 2010 : Two Cities (Court métrage), de Nadia Awad : Mpumi
- 2010 : Saw 3D : Chapitre final, de Kevin Greutert : Sidney
- 2010 : Book Club (Court métrage), de Kate Yorga : Pattie
- 2011 : French Immersion, de Kevin Tierney (en) : Aretha
- 2019 : Chaos Walking de Doug Liman

### Télévision
- 2003 : DoUlike2watch.com (en) (Téléfilm), de Josh Levy : Charisma
- 2003 : Blue Murder (Série télévisée, épisode Ambush) : Hooker #2
- 2008 : The Border (Série télévisée, épisode Going Dark) : Aide
- 2009 : Flashpoint (Série télévisée,16 épisodes) : Leah Kerns
- 2011 : Who Is Simon Miller? (en) (Téléfilm), de Paolo Barzman : Jasmine
- 2011 : Médecins de combat (Série télévisée, épisode Brothers in Arms) : Yolanda Cullerne
- 2012 : Being Human (Série télévisée, 3 épisodes) : Cecilia
- 2012 : The Listener (Série télévisée, épisode Poisoned Minds) : Rebecca Kalb
- 2013 : La Trahison de mon mari (Her Husband's Betrayal) (TV) : Officier Lee
- 2013 : Cracked (Faces) : Solange Oowuszhu
- 2015 : Saving Hope (The Parent Trap) : Tammy 'Armageddon' Jenkins
- 2015 : Lost Girl : Suri Middleton
- 2017-2020 : Workin' Moms
- 2018 : American_Gods_(série_télévisée) : Mère de Ombre Moon
- 2020 : The Expanse (Série télévisée) Saison 5: Karal